# Bruno Braakhuis
Bruno Adrianus Maria Braakhuis (Haarlem, 10 juli 1961) is een Nederlands politicus. Hij was van 2010 tot 2012 lid van de Tweede Kamer der Staten-Generaal namens GroenLinks.

## Loopbaan
Braakhuis was hoofd maatschappelijk verantwoord ondernemen bij Van Lanschot Bankiers tussen 2008 en 2010. Hij aanvaardde deze functie vlak voor de kredietcrisis. Voordien werkte hij in marketing & communicatie bij diverse ondernemingen (Hay Group, Compass Group en Yacht). Tussen 2001 en 2004 was hij e-business manager bij Nuon; tussen 1997 en 2001 werkte hij bij Randstad Holding. Braakhuis studeerde industrieel-productontwerpen aan de Haagse Hogeschool. In 2001 rondde hij een MBA af aan Kingston University.
In juni 2010 werd Braakhuis namens GroenLinks gekozen in de Tweede Kamer der Staten-Generaal. Braakhuis was woordvoerder financiën, economische zaken, wetenschap, innovatie en Europese zaken. In 2010 was hij na Wouter Koolmees tweede in de verkiezing Politiek Talent van het Jaar. Tijdens zijn Kamerlidmaatschap heeft Braakhuis zich onder andere ingespannen voor fiscale transparantie en het tegengaan van belastingontwijking. Dat leverde hem tot twee keer toe een nominatie op voor Fair Politician of the Year.
In het najaar van 2012 ontving hij de ISOC-award vanwege het indienen van een motie, die zou leiden tot het borgen van netneutraliteit in de Telecomwet. Braakhuis is na zijn afscheid van het parlement in september 2012 werkzaam als zelfstandig adviseur voor het bedrijfsleven.
Bij de Tweede Kamerverkiezingen in 2021 was Braakhuis lijsttrekker van de Partij voor de Republiek, die in twee kieskringen (Leeuwarden en Amsterdam) een kandidatenlijst met elf kandidaten indiende. De partij behaalde in totaal 255 stemmen en geen zetels. Braakhuis zelf kreeg 144 voorkeurstemmen.

## Persoonlijk
Braakhuis heeft drie kinderen uit zijn eerste huwelijk en is hertrouwd in 2018.